# Francis Decourrière

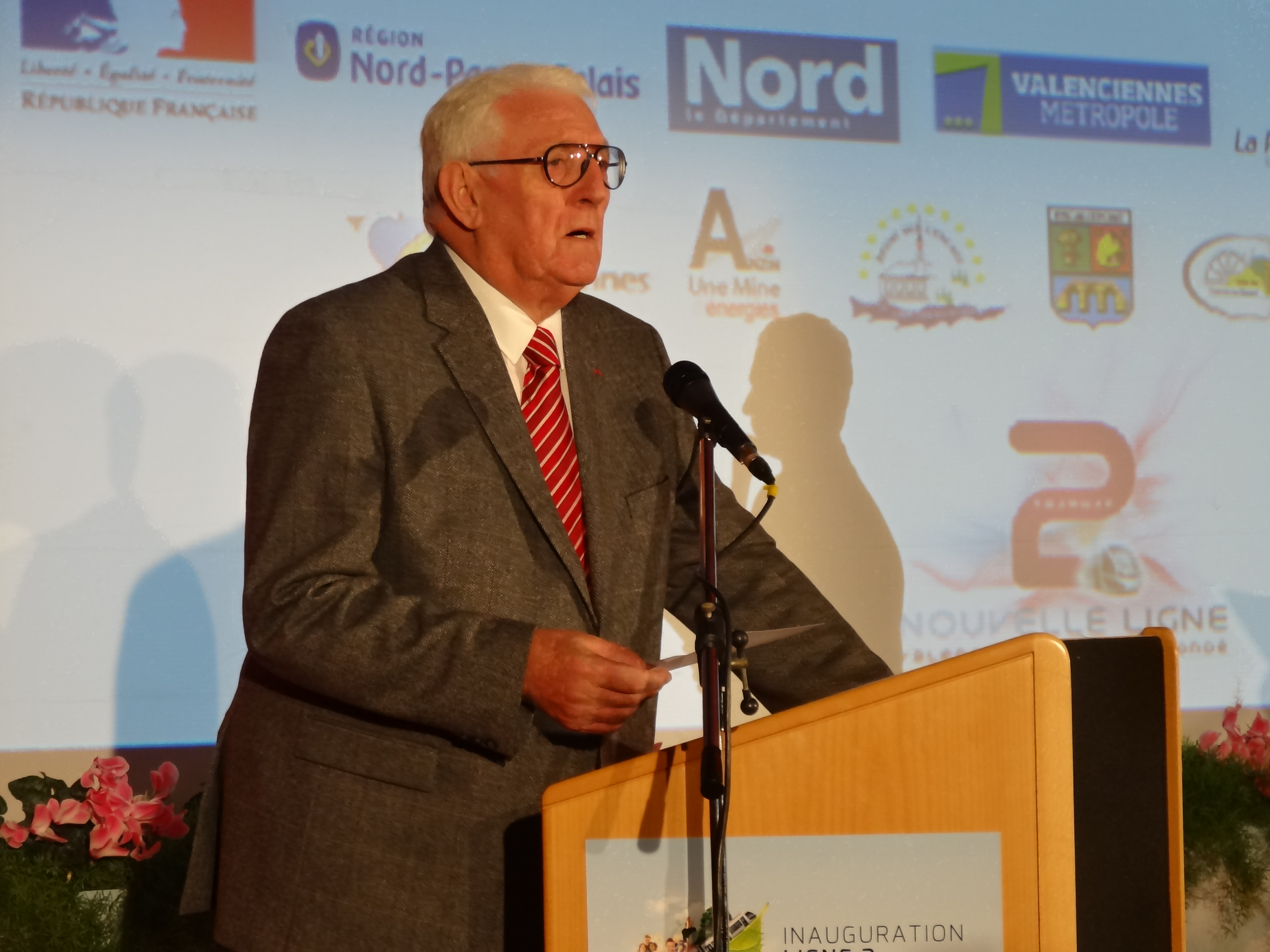
Francis Decourrière (2013).

Francis Decourrière este un om politic francez, membru al Parlamentului European în perioada 1999-2004 din partea Franței. 
1. ↑  Deputații în Parlamentul European